# Dante Lorenzelli
Dante Lorenzelli (Pontremoli, 21 agosto 1884 – Roma, 2 luglio 1954) è stato un generale italiano, veterano della prima guerra mondiale, dove fu decorato con due Croci di guerra al valor militare, e con la Croce al merito di guerra. Durante il corso della seconda guerra mondiale fu comandante della 22ª Divisione fanteria "Cacciatori delle Alpi" e successivamente della 1ª Divisione fanteria "Superga", con cui brevemente partecipò alla campagna di Tunisia.

## Biografia
Nacque a Pontremoli il 21 agosto 1884. Arruolatosi nel Regio Esercito, il 1º luglio 1904 entrò come Allievo ufficiale presso la Regia Accademia Militare di Fanteria e Cavalleria di Modena da cui uscì con il grado di sottotenente, assegnato all'arma di fanteria, corpo dei bersaglieri, il 14 settembre 1906.
Consegue in breve tempo i gradi di tenente e capitano prestando servizio prima nel 5º, nel 9º e poi nel 3º Reggimento bersaglieri. Partecipò alla grande guerra venendo promosso maggiore nel 1917, ed assegnato come addetto al comando del X Corpo d'armata.
Al termine del conflitto risultava decorato con due Croci di guerra al valor militare, e con la Croce al merito di guerra.  Nel primo dopoguerra fu in servizio presso la Divisione militare di Genova, e il 4º Reggimento bersaglieri.  Frequentata la Scuola di guerra di Torino, prestò servizio presso il Corpo di Stato maggiore,  la Divisione militare di Piacenza e poi, con il grado di tenente colonnello, conseguito nel 1926, presso il Corpo d'armata di Torino.
Divenuto colonnello fu comandante del 3º Reggimento bersaglieri a Milano nel biennio 1930-1932, venendo promosso generale di brigata nel 1936, e assumendo il comando del 4° Settore di copertura della guardia alla frontiera del Corpo d'armata di Alessandria. Nel 1938 fu dapprima Vice Comandante della Brigata "Superga" a Torino, e poi trasformata in Divisione. Il 1º settembre 1939 fu trasferito a Roma quale Capo di stato maggiore della 1ª Armata, e una volta promosso divisionario divenne comandante della 22ª Divisione fanteria "Cacciatori delle Alpi" a Perugia. All'entrata in guerra del Regno d'Italia, avvenuta il 10 giugno 1940, si trovava presso il suo comando, prendendo parte alle operazioni sulle Alpi Occidentali contro la Francia.
Il 10 settembre 1940 assunse il comando della 1ª Divisione fanteria "Superga" che, dopo intenso e lungo addestramento nell'Italia centro-meridionale, venne prescelta per l'Operazione C3, lo sbarco sull'isola di Malta previsto per l'estate 1942. Tale Operazione non venne mai attuata, e nel novembre 1942 la Divisione si reco da Napoli, partendo quindi per la Tunisia, assegnata al XXX Corpo d'armata del generale Vittorio Sogno. Per sua richiesta esonerato, Il 24 dicembre successivo egli rientrò a Roma a disposizione del Ministero della guerra. All'atto dell'armistizio dell'8 settembre 1943 riuscì a sottrarsi alla cattura da parte dei tedeschi e il 1º luglio 1945 fu collocato nella riserva per anzianità.
Poco prima della sua morte, avvenuta a Roma il 2 luglio 1954, pubblicò un libro di memorie dal titolo La Divisione Superga nella Tormenta (1940/1943).

## Pubblicazioni
- La Divisione Superga nella Tormenta (1940/1943), Tipografia regionale, Roma, 1954.

### Fonti
1. 1 2 3 4 5 6  Generals.
2. ↑   Bollettino ufficiale delle nomine, promozioni e destinazioni negli ufficiali e sottufficiali del R. esercito italiano e nel personale dell'amministrazione militare, 1910,  p. 190. URL consultato il 31 dicembre 2019.
3. ↑   Bollettino ufficiale delle nomine, promozioni e destinazioni negli ufficiali e sottufficiali del R. esercito italiano e nel personale dell'amministrazione militare, 1913,  p. 594. URL consultato il 31 dicembre 2019.
4. ↑   Bollettino ufficiale delle nomine, promozioni e destinazioni negli ufficiali e sottufficiali del R. esercito italiano e nel personale dell'amministrazione militare, 1921,  p. 2927. URL consultato il 31 dicembre 2019.
5. ↑   Bollettino ufficiale delle nomine, promozioni e destinazioni negli ufficiali e sottufficiali del R. esercito italiano e nel personale dell'amministrazione militare, 1922,  p. 340. URL consultato il 31 dicembre 2019.
6. ↑   Bollettino ufficiale delle nomine, promozioni e destinazioni negli ufficiali e sottufficiali del R. esercito italiano e nel personale dell'amministrazione militare, 1926,  p. 3290. URL consultato il 31 dicembre 2019.
7. ↑  Pettibone 2010, p. 111.
8. 1 2  Howe 1957, p. 295.
9. ↑   Bollettino ufficiale delle nomine, promozioni e destinazioni negli ufficiali e sottufficiali del R. esercito italiano e nel personale dell'amministrazione militare, 1921,  p. 263. URL consultato il 31 dicembre 2019.
10. ↑   Bollettino ufficiale delle nomine, promozioni e destinazioni negli ufficiali e sottufficiali del R. esercito italiano e nel personale dell'amministrazione militare, 1932,  p. 3602. URL consultato il 31 dicembre 2019.